# Gynoplistia hamiltoni
Gynoplistia hamiltoni là một loài ruồi trong họ Limoniidae. Chúng phân bố ở miền Australasia.